# Robert M. Nevin

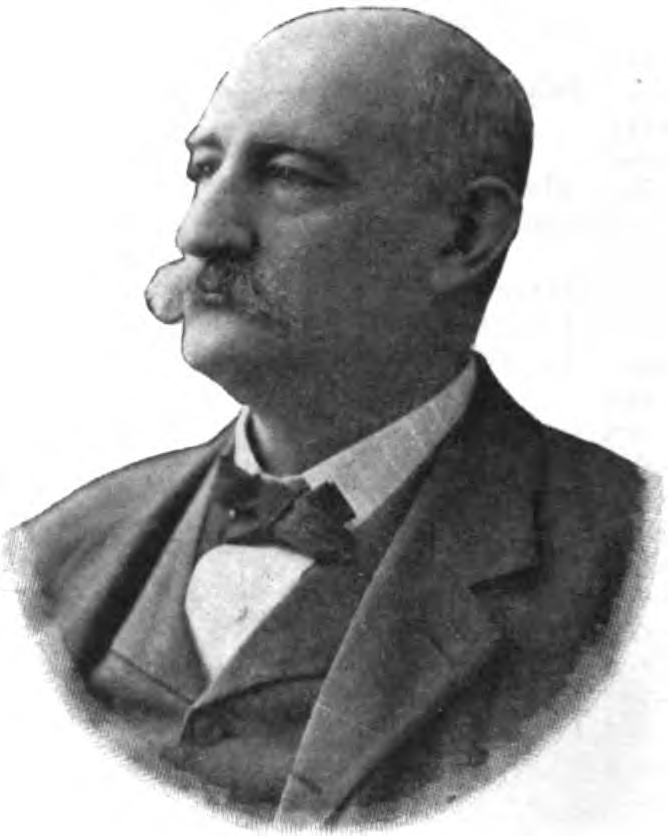
Robert M. Nevin

Robert Murphy Nevin (* 5. Mai 1850 in Danville, Highland County, Ohio; † 17. Dezember 1912 in Dayton, Ohio) war ein US-amerikanischer Politiker. Zwischen 1901 und 1907 vertrat er den Bundesstaat Ohio im US-Repräsentantenhaus.

## Werdegang
Robert Nevin besuchte die öffentlichen Schulen in Hillsboro und studierte danach bis 1868 an der Ohio Wesleyan University in Delaware. Ab 1868 lebte er in Dayton. Nach einem Jurastudium und seiner 1871 erfolgten Zulassung als Rechtsanwalt begann er dort in diesem Beruf zu arbeiten. Von 1882 bis zu seinem Tod war er neben seinen anderen Tätigkeiten auch juristischer Berater der Eisenbahngesellschaft New York Central Railroad. Von 1887 bis 1890 amtierte er als Staatsanwalt im Montgomery County. Politisch war er Mitglied der Republikanischen Partei. Im Juni 1892 nahm er an der Republican National Convention in Minneapolis teil. Er war auch Delegierter bei 14 regionalen Parteitagen der Republikaner in seinem Heimatstaat.
Bei den Kongresswahlen des Jahres 1900 wurde Nevin im dritten Wahlbezirk von Ohio in das US-Repräsentantenhaus in Washington, D.C. gewählt, wo er am 4. März 1901 die Nachfolge des Demokraten John Lewis Brenner antrat. Nach zwei Wiederwahlen konnte er bis zum 3. März 1907 drei Legislaturperioden im Kongress absolvieren. Im Jahr 1906 verzichtete er auf eine weitere Kandidatur. Nach dem Ende seiner Zeit im US-Repräsentantenhaus praktizierte Robert Nevin wieder als Anwalt. Er starb am 17. Dezember 1912 in Dayton, wo er auch beigesetzt wurde.